# Asparagus stipulaceus
Asparagus stipulaceus là một loài thực vật có hoa trong họ Măng tây. Loài này được Lam. mô tả khoa học đầu tiên năm 1783.